# Боярская (Белозерский район)
Боярская — деревня в Белозерском районе Вологодской области.
Входит в состав Визьменского сельского поселения, с точки зрения административно-территориального деления — в Георгиевский сельсовет.
Расстояние до районного центра Белозерска по автодороге составляет 97 км, до центра муниципального образования деревни Климшин Бор по прямой — 19 км. Ближайшие населённые пункты — Бекренево, Ивановская, Искрино.
По переписи 2002 года население — 7 человек.
Летом 2010 года реально проживало 3 человека.
В селе расположен памятник архитектуры амбар.